# シモン・ベント
シモン・ベント（Simão Bento、2001年6月21日 - ）は、プロD2・スタッド・モントワに所属するラグビーユニオン選手。

## プロフィール
- ポルトガルコンドン出身[1]。
- ポジションはフルバック(FB)。
- 身長 178cm、体重 74kg
- U20ポルトガル代表に選ばれたことがある[2]。
- ポルトガル代表キャップは14（2024年12月現在）でラグビーワールドカップ2023のポルトガル代表に選ばれた[3]。

## 略歴
CRテックニコを経て、2021年、モン＝ド＝マルサンに加入。